# I-69 (club sportif)
Pour les articles homonymes, voir I69.

Logo du I-69

I-69 est un club de football et de handball groenlandais basé à Ilulissat.

## Palmarès

### Football
- Championnat :
  - Néant
- Championnat féminin :
  - 1995, 1996, 1997, 1998, 1999, 2000, 2003
  - second : 2002
  - troisième : 1988

### Handball
- Championnat :
  - 1980, 1985, 1987, 1988, 1989, 1990